# Joseph M. Harper

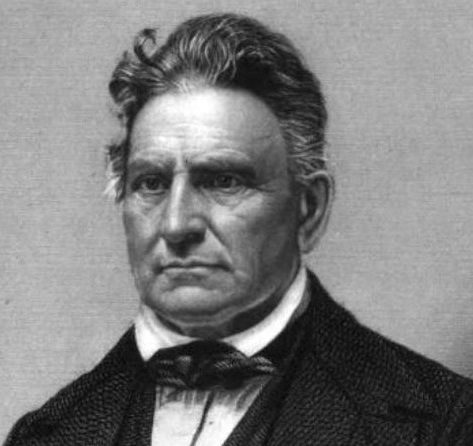
Joseph M. Harper

Joseph Morrill Harper (* 21. Juni 1787 in Limerick, York County, Massachusetts; † 15. Januar 1865 in Canterbury, New Hampshire) war ein US-amerikanischer Politiker. Zwischen 1831 und 1835 vertrat er den Bundesstaat New Hampshire im US-Repräsentantenhaus.

## Werdegang
Der im heutigen Maine geborene Joseph Harper besuchte die öffentlichen Schulen seiner Heimat und studierte anschließend Medizin. Nach seiner Zulassung als Arzt begann er ab 1810 in Sanbornton (New Hampshire) in seinem neuen Beruf zu arbeiten. Im Jahr 1811 zog er nach Canterbury, wo er ebenfalls als Arzt praktizierte. Während des Britisch-Amerikanischen Krieges von 1812 war Harper Militärarzt in einer Infanterieeinheit aus New Hampshire.
Politisch wurde Harper ein Anhänger des späteren Präsidenten Andrew Jackson und Mitglied der von diesem gegründeten Demokratischen Partei. In den Jahren 1826 bis 1827 war er Abgeordneter im Repräsentantenhaus von New Hampshire; von 1829 bis 1831 gehörte er dem Staatssenat an, dessen Präsident er im Jahr 1831 war. In dieser Eigenschaft amtierte er zwischen Februar und Juni 1831 als Gouverneur seines Staates, nachdem der Amtsinhaber Matthew Harvey zurückgetreten war. Von 1826 bis zu seinem Tod war er neben seinen anderen politischen Tätigkeiten Friedensrichter in seinem Heimatort Canterbury.
Bei den Kongresswahlen des Jahres 1830, die staatsweit abgehalten wurden, wurde Harper für das vierte Abgeordnetenmandat von New Hampshire in das US-Repräsentantenhaus in Washington, D.C. gewählt. Dort trat er am 4. März 1831 die Nachfolge von Jonathan Harvey an. Damit war er bis Juni des gleichen Jahres gleichzeitig Kongressabgeordneter und amtierender Gouverneur von New Hampshire. Diese Überschneidung lässt sich nur durch die Tatsache erklären, dass der Kongress erst im weiteren Verlauf des Jahres 1831 zu seiner konstitutionierenden Sitzung zusammentrat. Nach einer Wiederwahl im Jahr 1832 konnte Harper bis zum 3. März 1835 zwei zusammenhängende Legislaturperioden im Kongress absolvieren, die von den Diskussionen um die Politik von Präsident Jackson bestimmt waren. Dabei ging es um die Bankenpolitik und die Nullifikationskrise mit dem Staat South Carolina.
Nach dem Ende seiner Zeit im Repräsentantenhaus praktizierte Harper wieder als Arzt und war weiterhin Friedensrichter in Canterbury. Zwischen 1847 und 1856 war er auch Präsident der Mechanic’s Bank of Concord. Joseph Harper starb am 15. Januar 1865 in Canterbury.